# St. Markus (München)

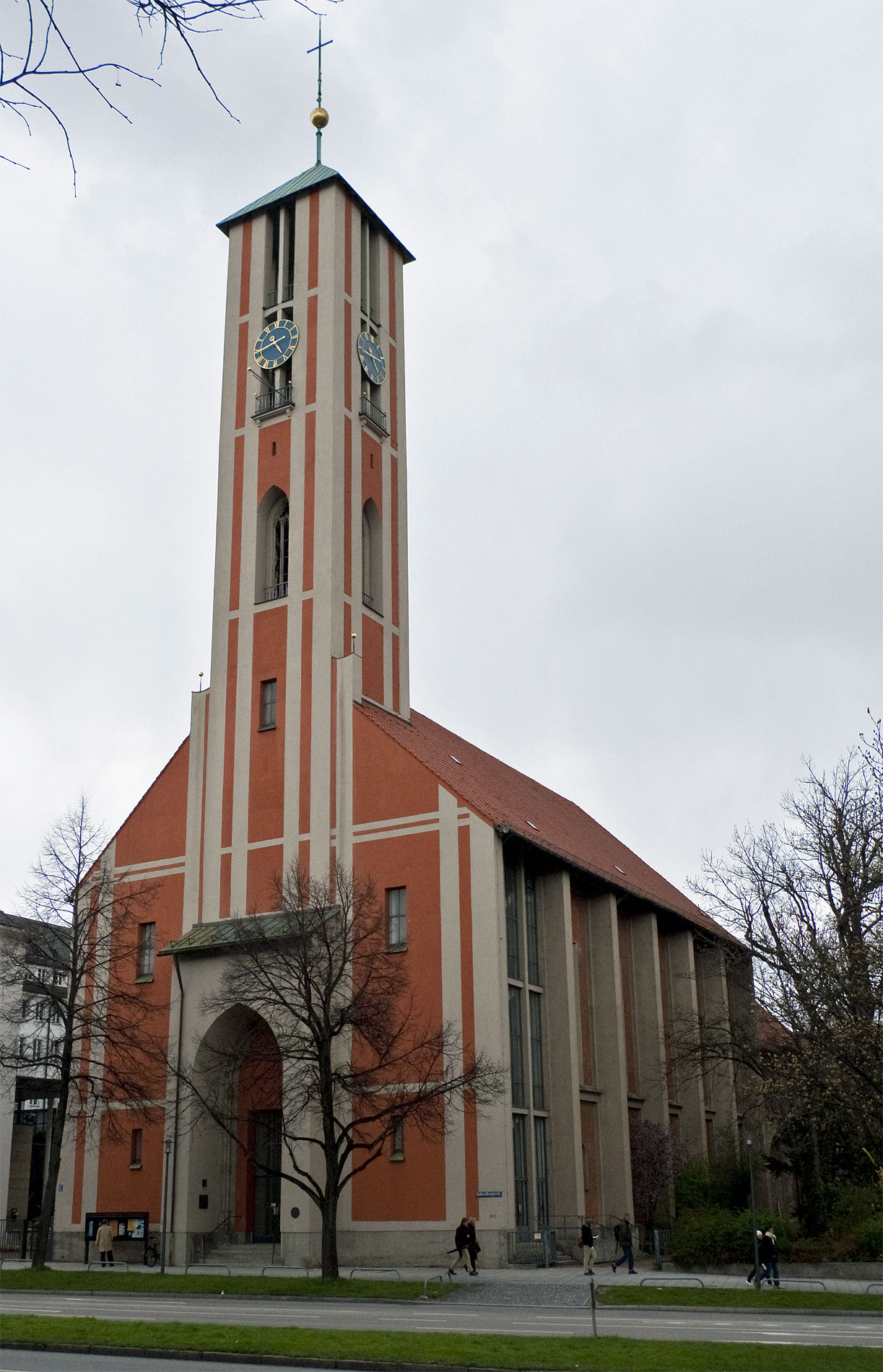
St. Markus am Altstadtring

Die evangelisch-lutherische Pfarr-, Universitäts- und Dekanatskirche St. Markus, genannt auch Markuskirche, ist der zweite evangelisch-lutherische Kirchenbau in München. Sie wurde 1873–1877 nach Plänen des Architekten Rudolf Gottgetreu errichtet. Der heutige Bau ist faktisch ein Neubau von 1957 nach Plänen von Gustav Gsaenger unter Einbezug vorhandener Mauerstrukturen, die den Zweiten Weltkrieg überstanden. 
Sie ist Sitz des Dekans von München-Mitte und des Stadtdekans von München, die zurzeit in Personalunion vereint sind. St. Markus war die einzige evangelische Pfarrkirche des Historismus in München, die weitgehend den Forderungen des Eisenacher Regulativs entsprach.

## Lage
St. Markus befindet sich an der Gabelsbergerstraße 6, am südlichen Ende der Maxvorstadt zwischen Altstadtring und der Pinakothek der Moderne im Kunstareal München.

## Funktionen
St. Markus hat folgende Funktionen:
- Sitz des Stadtdekans von München
- Sitz des Dekans von München-Mitte

Beide Ämter werden zurzeit in Personalunion geführt.
- Pfarrkirche der evangelisch-lutherischen Kirchengemeinde St. Markus München-Maxvorstadt
- Universitätskirche für alle Hochschulen in München

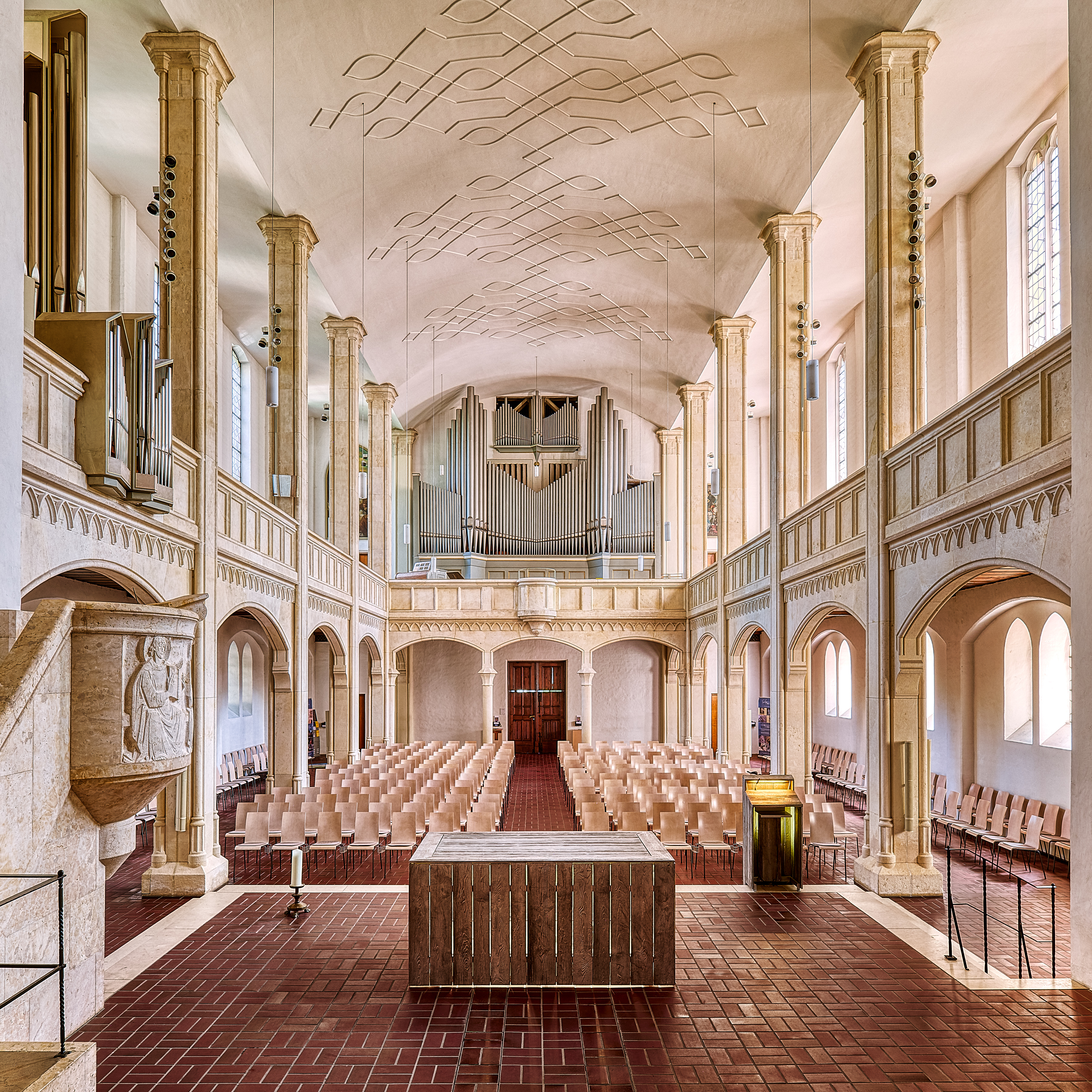
Durch Um- und Wiederaufbauten klassisch moderne Kirche, ursprünglich neugotisch. Blick vom Altar über den Kirchenraum.

## Geschichte

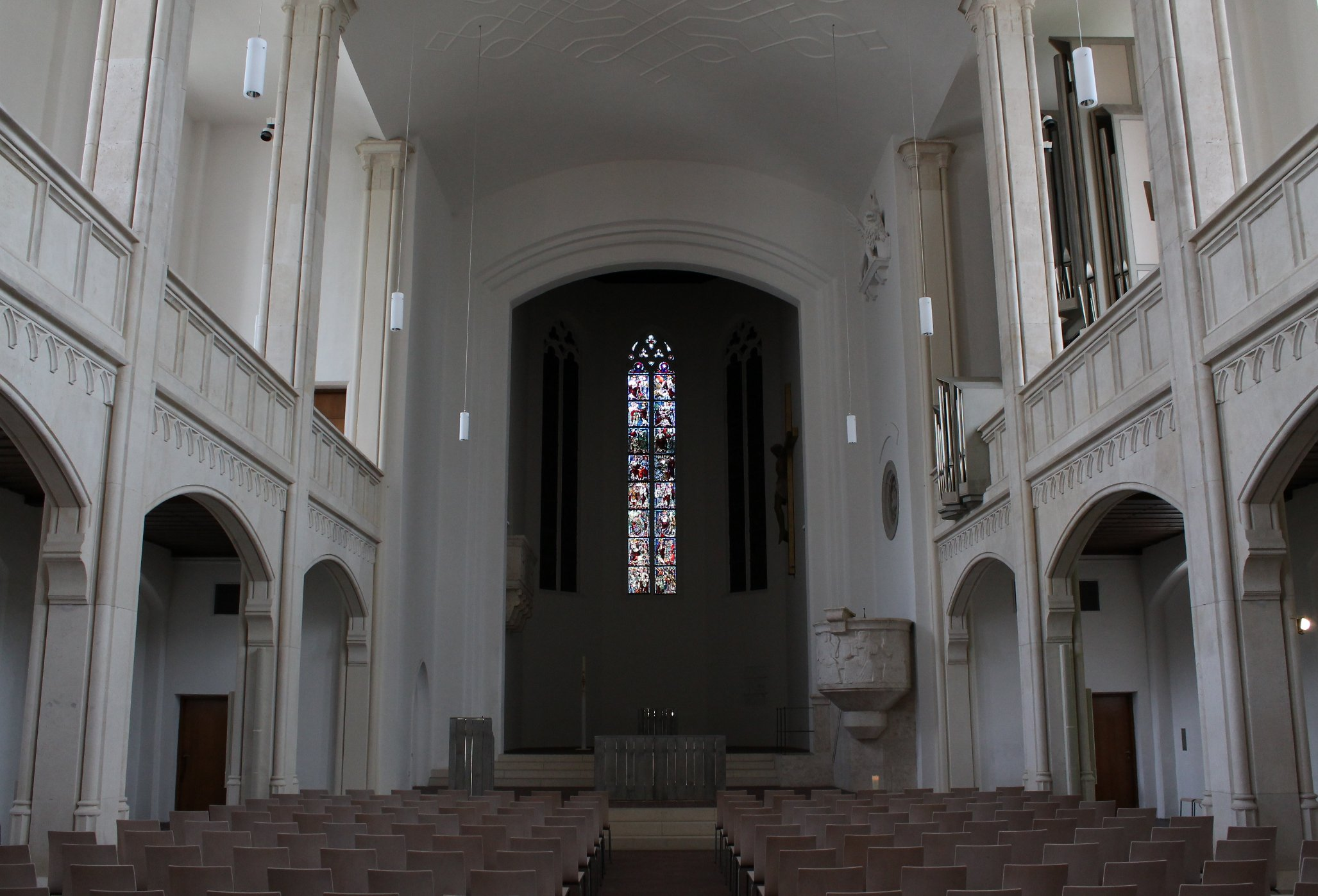
Blick auf den Altar

In der zweiten Hälfte des 19. Jahrhunderts vergrößerte der stetige Zuzug aus den evangelischen Gebieten Bayerns und des übrigen Deutschlands die Münchner protestantische Gemeinde stark. Bald war die 1833 errichtete erste evangelische Kirche in München zu klein, so dass der Gedanke an eine zweite Kirche aufkam. Der Pfarrsprengel sollte das östliche Stadtgebiet abdecken. Deshalb hatte man als Standort für eine Kirche anfangs den sogenannten Wiener Wald nahe der Kohleninsel am rechten Isar-Ufer im Auge. Dekan Johann Karl von Buchrucker favorisierte aber einen Bauplatz nahe der historischen Altstadt. Trotz Widerstandes auch aus der eigenen Gemeinde wurde als Standort die Maxvorstadt durchgesetzt und der protestantischen Gemeinde das Eckgrundstück Schellingstraße / Türkenstraße angeboten. Die Planungen für Kirche, Pfarrhaus und Schule waren bis in Details gediehen.
Schließlich wurde ein Grundstück gegenüber dem Wittelsbacher Palais am südlichen Ende der Maxvorstadt angeboten. Das Grundstück lag eingeklemmt zwischen Bürgerhäusern, so dass das romantische, städtebauliche Ideal einer freistehenden Kirche als Fluchtpunkt und Zentrum des Stadt(teil)lebens nicht möglich war. Diese Idee war beispielsweise in der Au durch den Neubau der Mariahilfkirche umgesetzt. Die bayerische Krone wollte keinen Zweifel an der starken katholischen Dominanz in München aufkommen lassen. Daher vergab man für Bauten anderer christlicher Konfessionen nur solche Bauplätze, die keinen großen Einfluss auf das Stadtbild ermöglichten; einzige Ausnahme war der 1938 abgebrochene Kirchenbau der ersten evangelischen Kirche St. Matthäus. Wohl wegen der prominenten Lage nahe beim Wittelsbacher Palais, das ja Wohnung des bayerischen Königshauses war, nahm das Protestantische Dekanat München das Angebot an und gab den Bauplatz an der Schellingstraße auf. Dies, obwohl die Situation des dortigen Grundstückes sowohl nach seinerzeitiger städtebaulicher Auffassung als auch für die Zwecke der Gemeinde günstiger erschien. An der Finanzierung der Kirche beteiligte sich die königliche Haupt- und Residenzstadt München mit 100.000 Gulden, König Ludwig II. mit 250.000 Gulden aus seiner Privatschatulle.

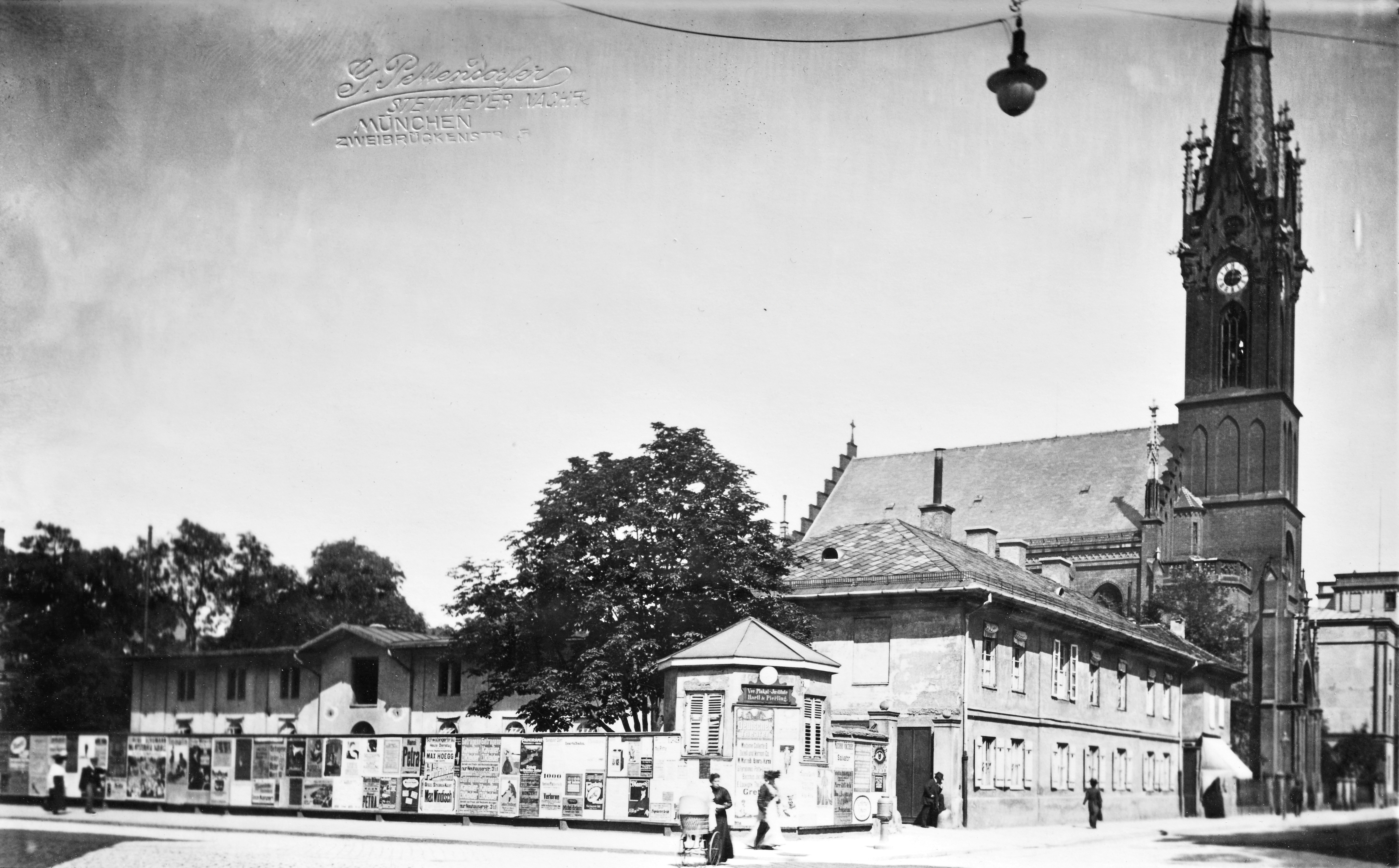
Die Markuskirche an der Gabelsbergerstraße im Jahr 1907

Rudolf Gottgetreu, dessen Neugotik den Maximiliansstil vorbereitete, entwarf die Kirche. Dabei geriet er immer wieder in Konflikt mit der Gemeinde, die seine bautechnischen und stilistischen Ideen als zu modern ablehnte. Am 10. November 1873 erfolgte die Grundsteinlegung. Der Konflikt zwischen Architekt und Gemeinde nahm aber während der Bauphase zu. Schließlich scheint es zwischen 1874 und 1876 über die Frage nach dem Material für die Pfeiler des Kirchenschiffes zum Bruch zwischen Gottgetreu und der evangelischen Gemeinde gekommen zu sein. Die Gemeinde wollte die Pfeiler in Stein ausführen, während Gottgetreu das damals modernste Baumaterial Gusseisen vorsah, ein Symbol des technischen Fortschritts. Er wurde von seinen Aufgaben entbunden. Georg Eberlein, damals Professor der Kunstgewerbeschule in Nürnberg, das sich schon damals als Zentrum des bayerischen Protestantismus verstand, führte die Arbeiten fort. Weitgehende Änderungen an den Plänen Gottgetreus nahm er nicht vor. Die Steinpfeiler erhielten aber den Vorzug. Am 28. Oktober 1877 wurde die Kirche als II. Protestantische Kirche München durch Dekan Buchrucker eingeweiht.
1885, als die erste evangelische Kirche nach dem Evangelisten Matthäus benannt wurde, erhielt die zweite Kirche nach dem Evangelisten Markus den Namen „St. Markus“. Zugleich wurde sie Filialkirche von St. Matthäus, was sie bis 1900 blieb. Obwohl 1896 zum Sitz des Dekans von München erhoben, blieb St. Markus an St. Matthäus angebunden. Die Unselbständigkeit der Dekanatskirche hatte einen praktischen Hintergrund: Adolf Kahl war, als er 1896 zum Dekan von München ernannt wurde, Pfarrer an St. Markus und bewohnte das Pfarrhaus von St. Markus. Da er das Pfarrhaus nicht verlassen wollte – schließlich blieb er weiterhin Pfarrer an St. Markus –, wurde St. Markus Dekanatssitz und blieb es bis heute. Erst 1920 erhob man sie zur eigenständigen Pfarrei, im gleichen Jahr wurde St. Markus auch Sitz der neu gegründeten Gesamtkirchengemeinde München, der der Dekan von München vorsteht. Die Gemeinde der Kreuzkirche in Schwabing, ursprünglich Teil von St. Markus, wurde 1933 gegründet.
Bereits um 1910 setzte eine Diskussion um Geschmack und Wert der Neugotik ein. 1926 erfolgte eine erste Sanierung, in der der Münchner Architekt Fritz Hessemer bereits erste Veränderungen an der neugotischen Ausstattung vornahm. German Bestelmeyer griff in seiner Umgestaltung von 1936/1937 mit dem Ziel einer „Entgotisierung“, wie er es nannte, erheblich stärker ein: So wurden die Chorfenster nach unten verlängert, um mehr Licht in das Kirchenschiff zu führen. Diese erhielten farbige Fenster, die Hermann Kaspar entwarf; die Ausführung erfolgte durch die Mayer’sche Hofkunstanstalt München. Die 48-teilige Bilderfolge, die die Heilsgeschichte nach dem Markus-Evangelium erzählt, folgt in ihrer Bildauffassung und in der Darstellung der Menschen bereits dem arischen Ideal eines Arno Breker. Der Großteil der neugotischen Ausstattung blieb jedoch erhalten. Der Hochaltar wurde teilweise purifiziert. Zugleich fügte Bestelmeyer im Chor eine Empore ein, die Sängerkanzel genannt wurde.
Während des Zweiten Weltkrieges trug St. Markus 1944/1945 durch Bombenangriffe und kurz vor Kriegsende durch Kampfhandlungen an der Türkenkaserne, die sich in unmittelbarer Nähe zu St. Markus befand, schwere Schäden davon. Allein der Turm blieb erkennbar stehen. Die Glasfenster waren ausgelagert, die neugotische Inneneinrichtung war aber in der Kirche geblieben. Die Reste davon, aber auch erhaltene Teile wie die Kanzel gingen 1945/1946 verloren – wohl durch Plünderer, die Brennholz suchten.
1947/1948 wurde die Ruine durch Max Unglehrt gesichert und bis 1955 behelfsmäßig instand gesetzt. Im Advent 1948 erfolgte bereits die Einweihung der Kirche, obwohl die Instandsetzung noch nicht abgeschlossen war. Neben einer Holzdecke, die das zerstörte neugotische Netzrippengewölbe als Provisorium ersetzte, wurde St. Markus weiter purifiziert: die neugotischen Details an Pfeiler im Kirchenschiff und Brüstung der Emporen wurden entfernt, der Chorbogen wurde in Segmentform umgebaut. Die im Nachkriegsjahr verlorengegangene Kanzel wurde durch eine aus Stein ersetzt, die Turmspitze neu aufgesetzt.
Der Wiederaufbau erfolgte erst in den Jahren 1955 bis 1957 durch Gustav Gsaenger. Gsaenger nahm kaum Rücksicht auf die vorhandene neugotische Bausubstanz. Der Chor wurde neu errichtet, dabei entstand über dem Chor ein Andachtsraum für 60 Gläubige, der durch ein Treppenhaus am Chor erreichbar ist. Gleichzeitig wurde der Turm teilweise abgetragen, da er Gustav Gsaengers Meinung nach trotz Sicherung und neuer Turmspitze baufällig war. Danach wurde der Turm im Mauerwerk erhöht und durch ein kleines Zeltdach abgeschlossen – der Turm ist nach dieser Neugestaltung nicht höher als der ursprüngliche. Die Emporentreppenhäuser rechts und links des Turmes wurden durch neue ersetzt. Anstelle des neugotischen Gewölbes wurde ein Tonnengewölbe im Kirchenschiff eingezogen. Das Tonnengewölbe im Mittelschiff und die Decken unter den Emporen erhielten eine ornamentierte Stuckdecke in der Form einer Rabitz-Hängedecke. Außen erhielt die Kirche eine neue Fassadengliederung aus Beton – vom neugotischen Bau ist außer den groben Formen der Pfeiler und Emporenbrüstungen, dem einen oder anderen Spitzbogenfenster unter den Emporen und dem Maßwerkfenster des Turmes nichts mehr erhalten. Die Farbgebung und Gliederung ist typisch für Gsaenger und auch in ähnlicher Form an seinen anderen Bauwerken zu beobachten. Die Umgestaltung war sehr umstritten und nicht ohne erheblichen Widerstand aus der Gemeinde durchzusetzen.
1962/1963 war nach der Vollendung der Steinkanzel, die ein Flachrelief der vier Evangelisten nach einem Entwurf von Bildhauer Vogel erhielt, der Wiederaufbau vollendet. Eine letzte Grundsanierung unter Leitung von Theo Steinhauser fand von 1977 bis 1979 statt. Dabei fasste Walter Senf den Innenraum farblich neu, die Fenster im Kirchenschiff erhielten durch ihn eine ornamentale Verglasung.
St. Markus war früher wegen seiner umbauten und unauffälligen Lage hinter der ursprünglichen Straßenführung zwischen Amalienstraße, Lotzbeckstraße und Jägerstraße relativ leicht zu übersehen. Dies änderten Kriegszerstörung und Wiederaufbau. Die Bestrebungen zur Schaffung einer autogerechten Stadt der 1960er Jahre spielten aber die entscheidende Rolle. Der mit dem Bau des Altstadtrings verbundene städtebauliche Kahlschlag ermöglichte eine veränderte Sicht auf St. Markus. Im Süden und Osten der Kirche entstand durch die Schneise des Oskar-von-Miller-Rings eine platzartige Freifläche.

## Glocken
Fünf Glocken goss Friedrich Wilhelm Schilling in Heidelberg im Jahre 1957. Die Pfingstglocke ist ein Umguss ihrer Vorgängerin. Alle Glocken sind auf die drei vorhandenen Stahlglockenstühle in den Glockenstuben aufgeteilt; die Weihnachtsglocke hängt unten am gekröpften Stahljoch, in der Mitte hängen die Pfingst- und die Taufglocke übereinander an Holzjochen, oben die beiden übrigen Glocken ebenfalls an Holzjochen. Die Sanierung des Geläutes erfolgte 1998 durch die Firma Perner. Die Vaterunserglocke läutet zu den Betzeiten um 7 Uhr, 12 Uhr und 20 Uhr und während des Vaterunsers im Gottesdienst. Am Samstag um 15 Uhr läutet sie als einzige Glocke den Sonntag ein. Die Viertelstunden schlägt die Pfingstglocke, der Stundenschlag wird über die Weihnachtsglocke ausgeführt. Die große Weihnachtsglocke erklingt nur zu festlichen Anlässen.

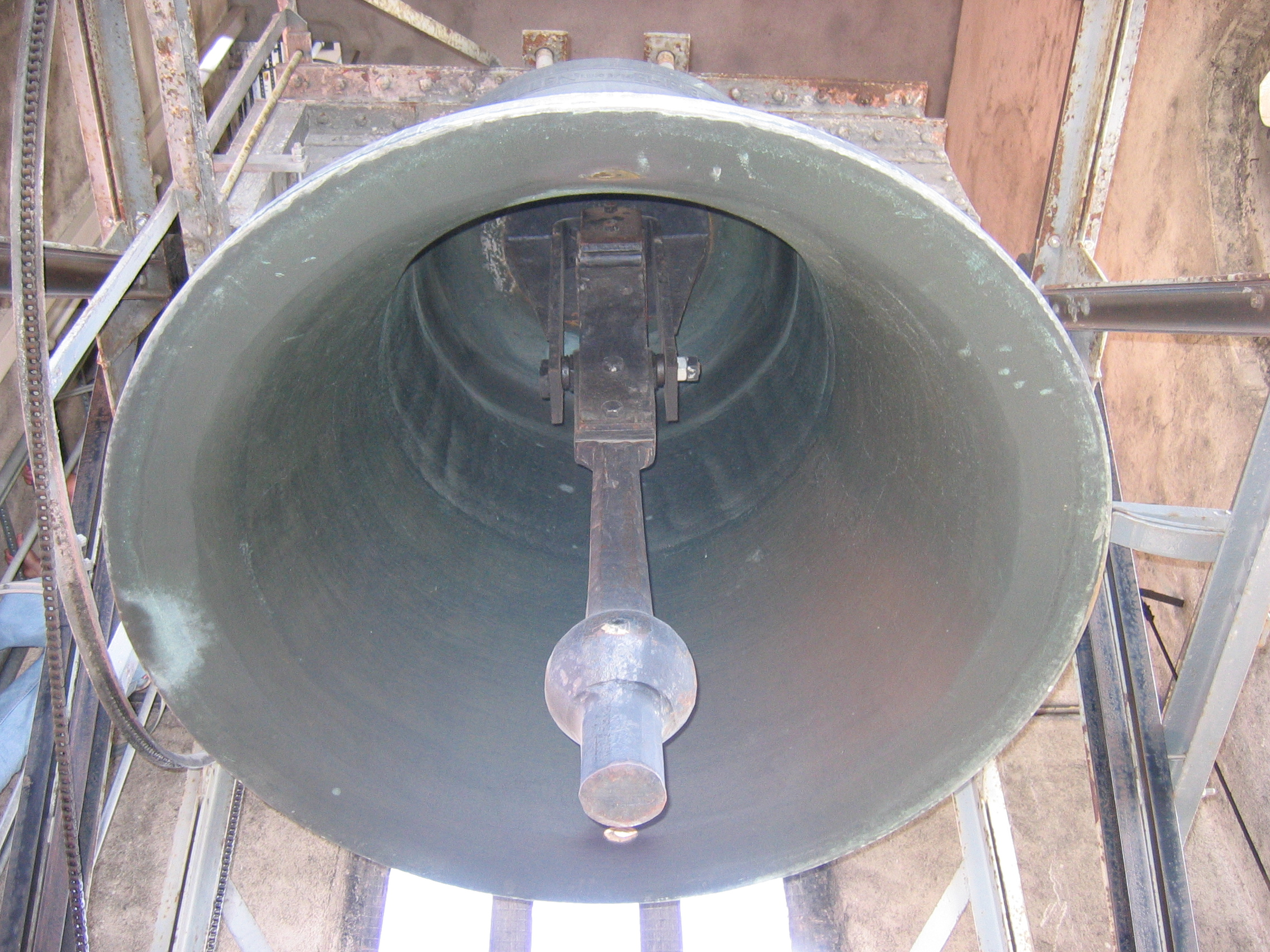
Glocke 1 – Weihnachtsglocke
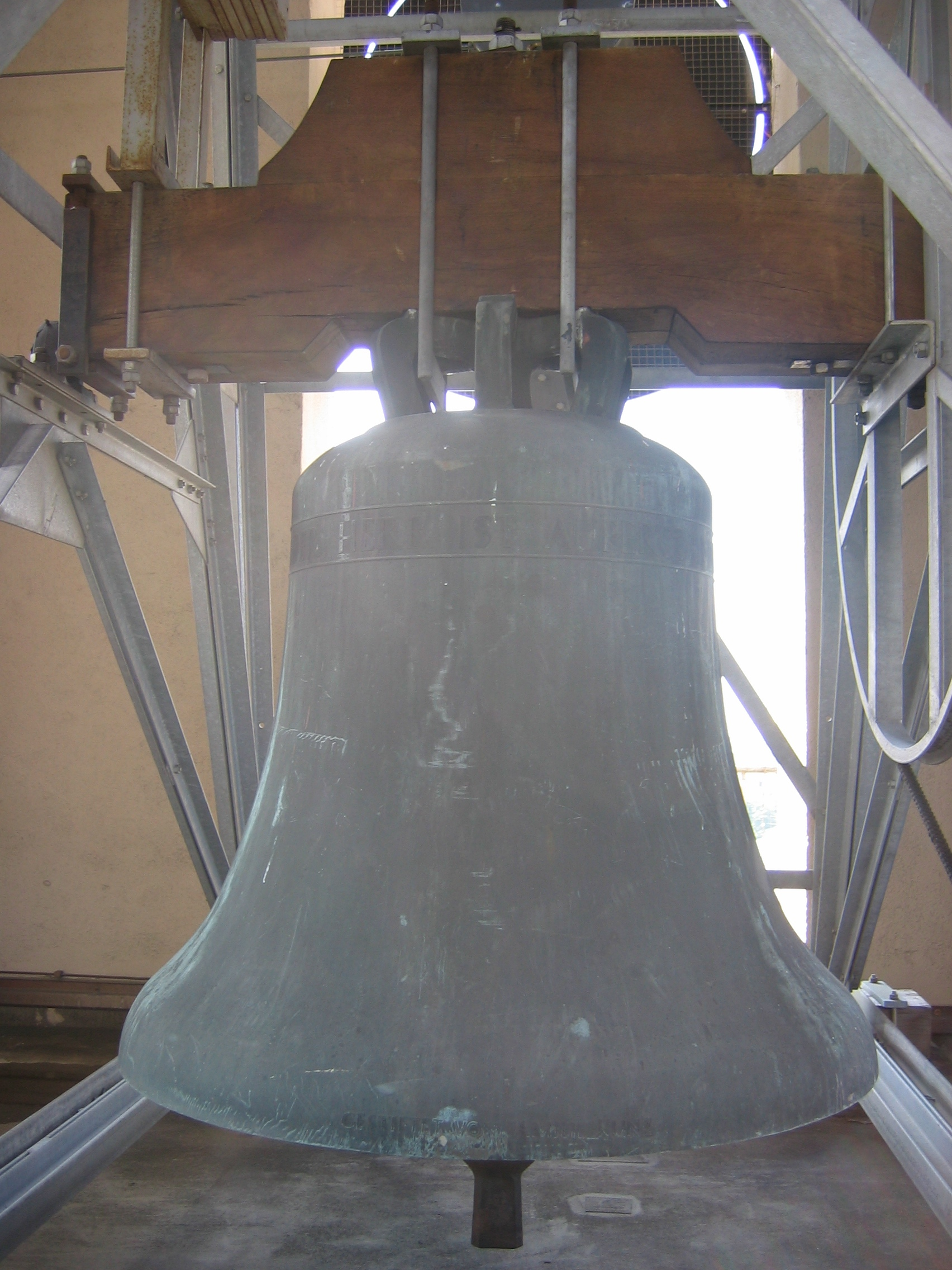
Glocke 2 – Osterglocke
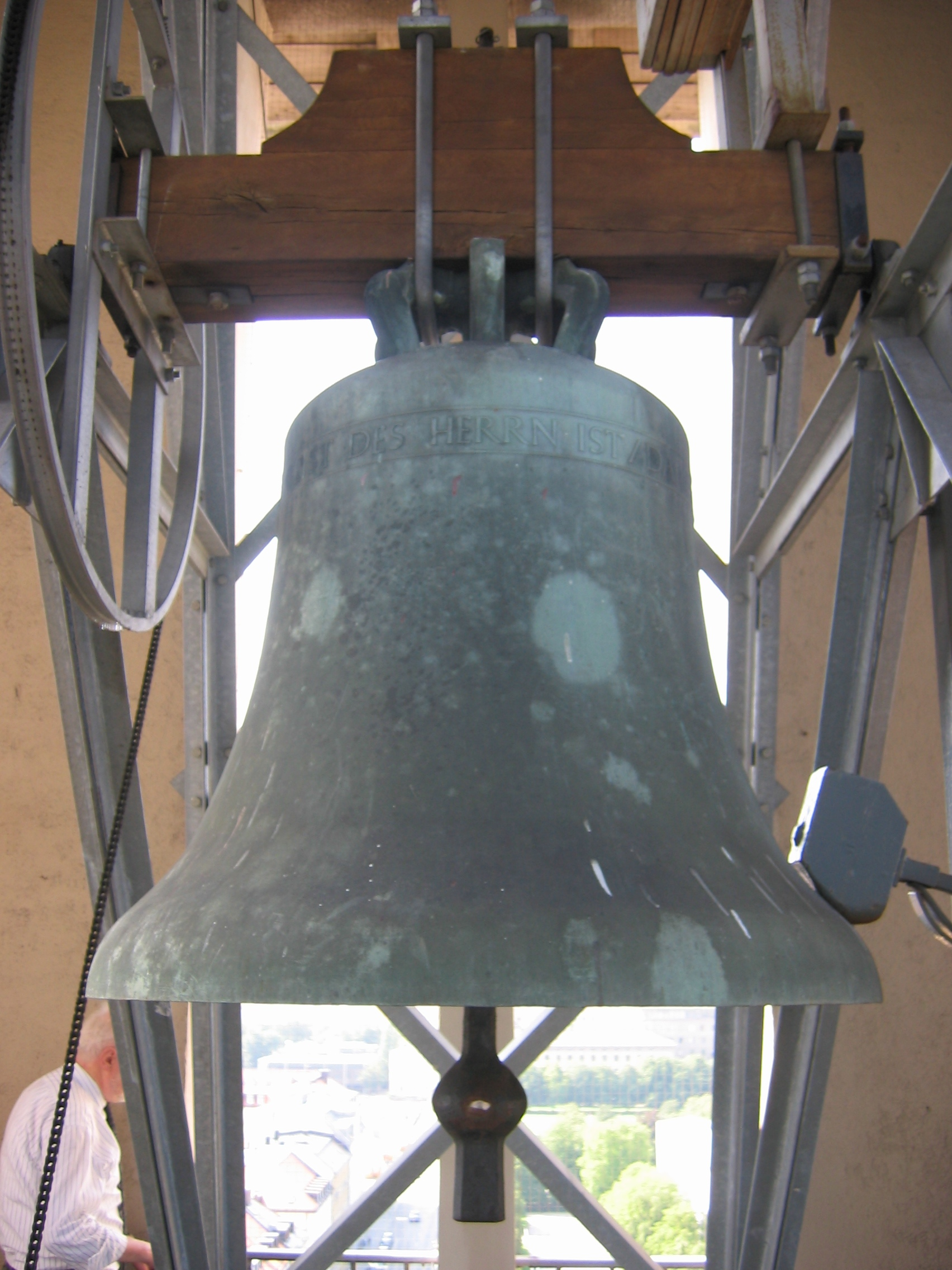
Glocke 3 – Pfingstglocke
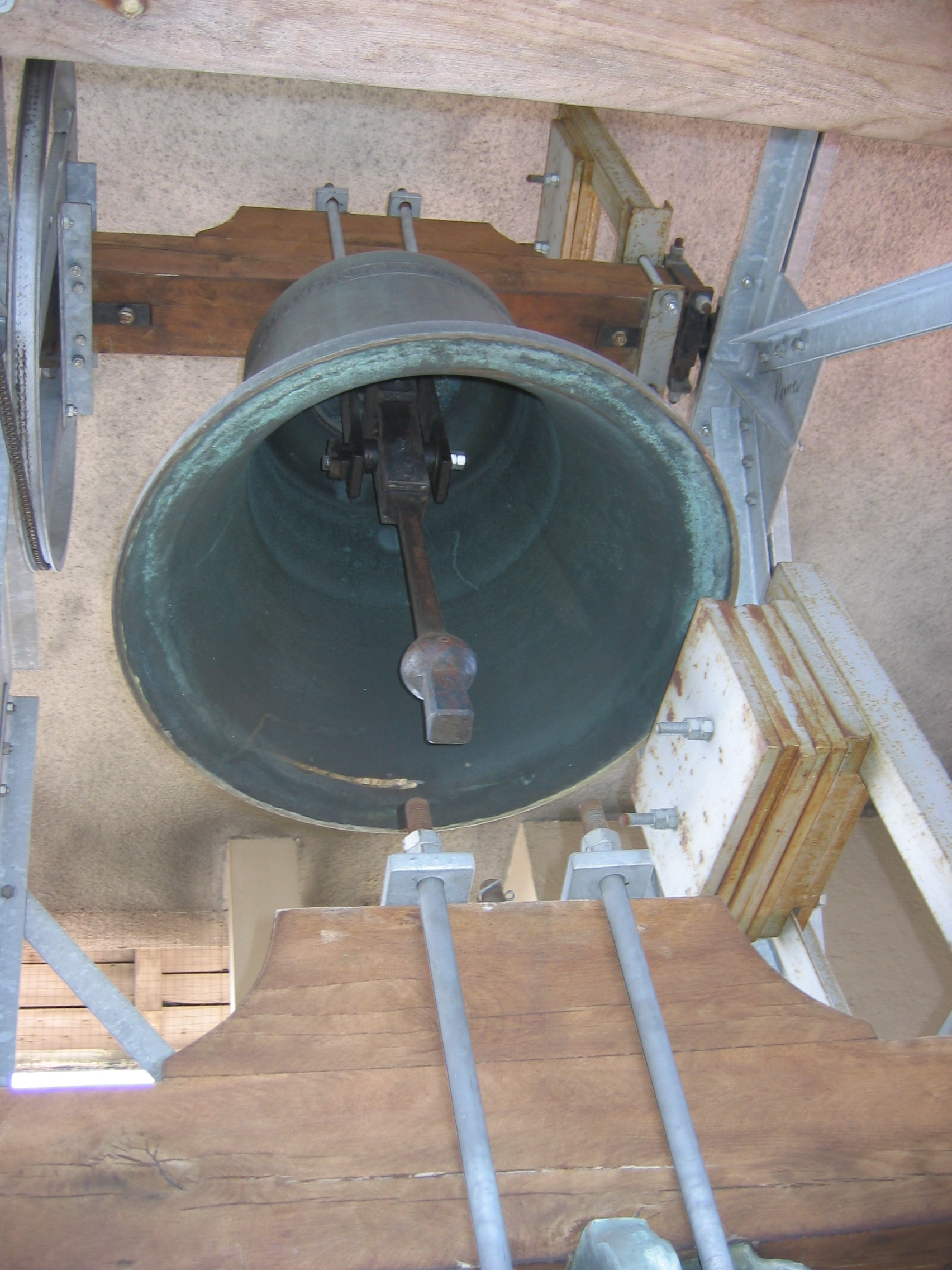
Glocke 4 – Reformationsglocke
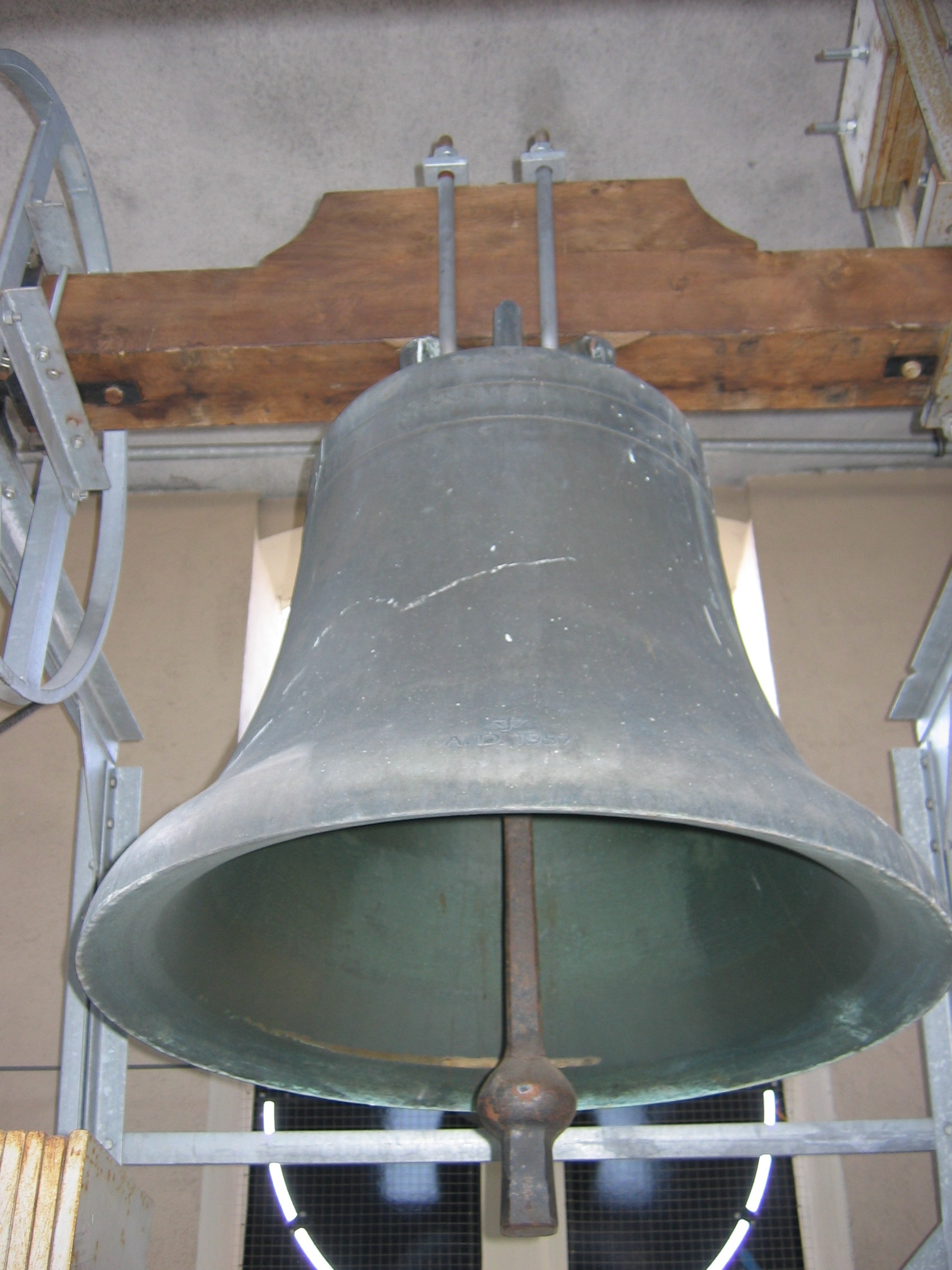
Glocke 5 – Taufglocke

| Glocke | Name                        | Durchmesser | Masse   | Nominal (16tel) | Inschrift                                                                                      |
| ------ | --------------------------- | ----------- | ------- | --------------- | ---------------------------------------------------------------------------------------------- |
| 1      | Weihnachtsglocke            | 1597 mm     | 2751 kg | 0H° −1          | Ehre sei Gott in der Höhe und Frieden auf Erden und den Menschen ein Wohlgefallen + Lukas 2,14 |
| 2      | Oster- und Vaterunserglocke | 1272 mm     | 1343 kg | dis1 −30        | Der Herr ist auferstanden + Matthäus 8,6                                                       |
| 3      | Pfingstglocke               | 1043 mm     | 0746 kg | fis1 −10        | Wo aber der Geist des Herren ist, da ist Freiheit + 2. Kor. 3,17                               |
| 4      | Reformationsglocke          | 0970 mm     | 0588 kg | gis1 −20        | Gott ist unsere Zuversicht und Stärke + Psalm 46,2                                             |
| 5      | Taufglocke                  | 0807 mm     | 0341 kg | 0h1 −1          | Wer da glaubet und getauft wird, der wird selig werden + Markus 16,16                          |

## Bedeutende Kunstwerke
- Das Markus-Evangelium – Fensterzyklus für die Chorapsis (Hermann Kaspar, 1937)

## Kirchenmusik

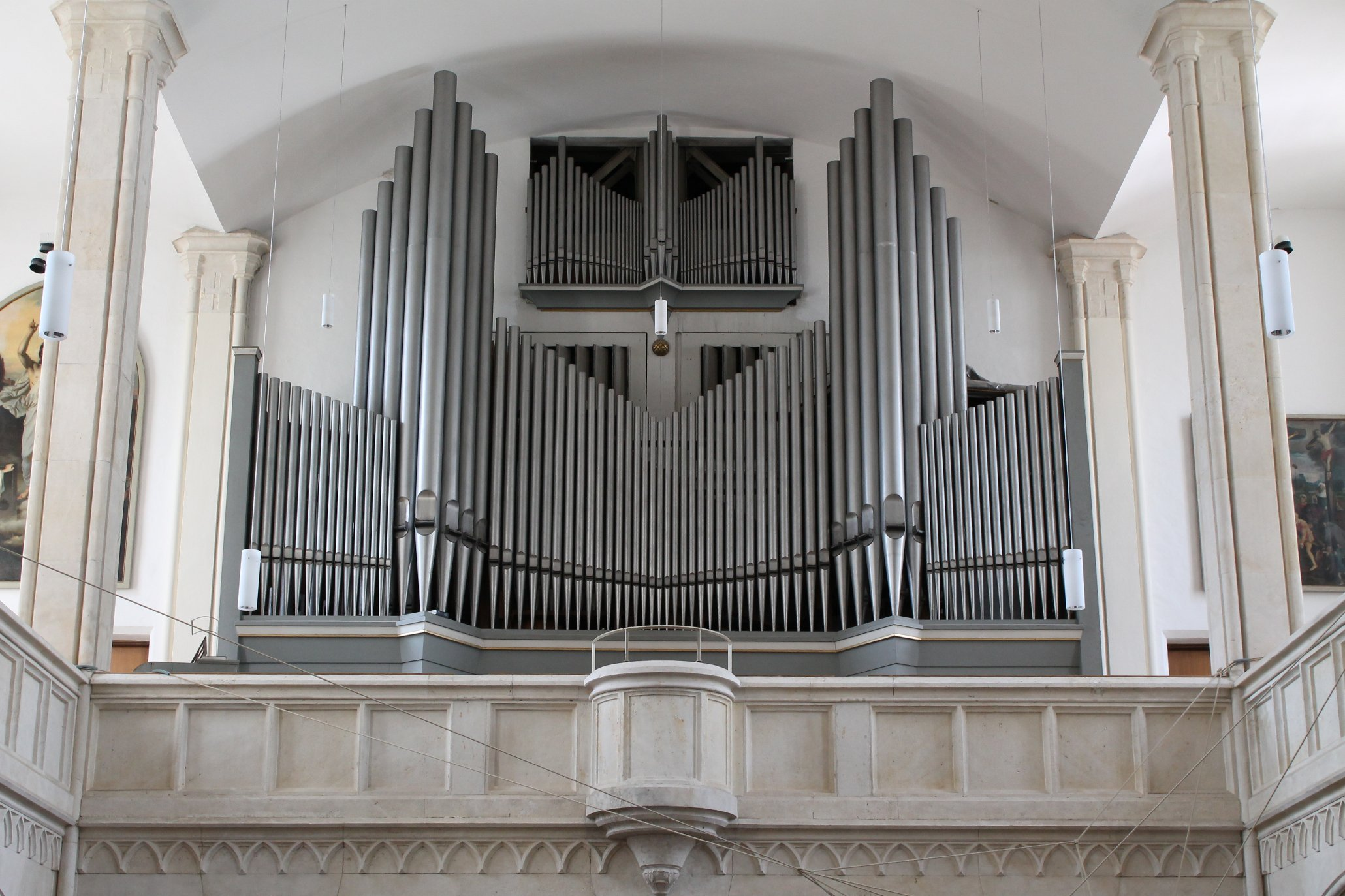
Steinmeyer-Orgel

Im Jahre 1951 kam der Dirigent und Organist Karl Richter, mit dem Münchener Bach-Chor und Bach-Orchester später einer der international bekanntesten Bachinterpreten des 20. Jahrhunderts, als Organist an St. Markus. Von 1986 bis 2012 folgte ihm in diesem Amt KMD Holger Boenstedt, der mit dem von ihm gegründeten Markus-Chor die große Kirchenmusiktradition fortführte. Im Oktober 2012 wurde Michael Roth an die Kirchenmusikstelle berufen.

### Steinmeyer-Orgel
Die große Orgel der Markuskirche wurde 1936 von der Orgelbaufirma G. F. Steinmeyer & Co. (Oettingen) als op. 1620 erbaut und in den Jahren 1948, 1964 und 2025 erweitert. Das tendenziell grundtönig-romantisch disponierte Instrument hat 51 klingende Register auf drei Manualen und Pedal. Die Trakturen sind elektropneumatisch. 2025 wurde die Orgel von der Firma Mühleisen um 2 Register erweitert und mit einem zusätzlichen, fahrbaren Spieltisch mit modernen Spielhilfen versehen.
| I Hauptwerk C–g3 |                 |       |
| 1.               | Bordun          | 16′   |
| 2.               | Principal       | 8′    |
| 3.               | Rohrflöte       | 8′    |
| 4.               | Gemshorn        | 8′    |
| 5.               | Octav           | 4′    |
| 6.               | Flöte           | 4′    |
| 7.               | Nasard          | 2 ⁄3′ |
| 8.               | Ital. Prinzipal | 2′    |
| 9.               | Mixtur VI       | 1 ⁄3′ |
| 10.              | Trompete        | 8′    |
| 0 Solo C–g3      |                 |       |
| 11.              | Kornett III-V   | 8′    |
| 12.              | Soloflöte       | 8‘    |

| II Oberwerk C–g3 |               |       |
| 13.              | Quintade      | 16′   |
| 14.              | Prinzipal     | 8′    |
| 15.              | Gedeckt       | 8′    |
| 16.              | Violflöte     | 8′    |
| 17.              | Quintade      | 8′    |
| 18.              | Prinzipal     | 4′    |
| 19.              | Kornett III-V | 8′    |
| 20.              | Oktav         | 2′    |
| 21.              | Blockflöte    | 2′    |
| 22.              | Quinte        | 2 ⁄3′ |
| 23.              | Sesquialter   | 2 ⁄3′ |
| 24.              | Scharf IV     | 1′    |
| 25.              | Cromorne      | 8′    |

| III Schwellwerk C–g3 |                 |        |
| 26.                  | Gedeckt         | 16′    |
| 27.                  | Geigenprincipal | 8′     |
| 28.                  | Holzflöte       | 8′     |
| 29.                  | Liebl. Gedeckt  | 8′     |
| 30.                  | Salizional      | 8′     |
| 31.                  | Vox coelestis   | 8′     |
| 32.                  | Oktav           | 4′     |
| 33.                  | Rohrflöte       | 4′     |
| 34.                  | Quinte          | 2 ⁄3′  |
| 35.                  | Waldflöte       | 2′     |
| 36.                  | Plein jeu VI    | 2′     |
| 37.                  | Terz            | 1 3⁄5′ |
| 38.                  | Sifflet         | 1′     |
| 39.                  | Trompete        | 16′    |
| 40.                  | Trompete        | 8′     |
| 41.                  | Oboe            | 8′     |
| 42.                  | Klarine         | 4′     |

| Pedal C–f1 |                         |         |
| 43.        | Prinzipal               | 16′     |
| 44.        | Subbass                 | 16′     |
|            | Gedackt (Tr. 26)        | 16′     |
| 45.        | Quinte                  | 10 2⁄3′ |
| 46.        | Oktav                   | 8′      |
|            | Liebl. Gedackt (Tr. 29) | 8′      |
| 47.        | Choralbass              | 4′      |
|            | Rohrflöte (Tr. 33)      | 4′      |
| 48.        | Rohrpfeife              | 2′      |
| 49.        | Mixtur IV               | 2′      |
| 50.        | Posaune                 | 16′     |
| 51.        | Trompete                | 8′      |
|            | Oboe (Tr. 41)           | 8′      |
|            | Klarine (Tr. 42)        | 4′      |

- Koppeln (2025):
  - Normalkoppeln: II/I, III/I, III/II, I/P, II/P, III/P
  - Superoktavkoppeln: II/I, III/I, III/III
  - Suboktavkoppeln: II/I, III/I, III/III
- Spielhilfen (2025):
  - Aequal ab für II und III
  - Zimbelstern, Walze, Setzeranlage, Sostenuto, Registerfessel, Pedalteilung.

- Anmerkungen:

1. ↑  Register auf allen Werken einzeln registrierbar
2. ↑  ursprünglich nur dem Hauptwerk zugeordnet
3. ↑  2025 neu; direkt hinter den Prospektpfeifen auf neuer Windlade; ausgebaut bis g4
4. ↑  2025 neu

### Ott-Orgel

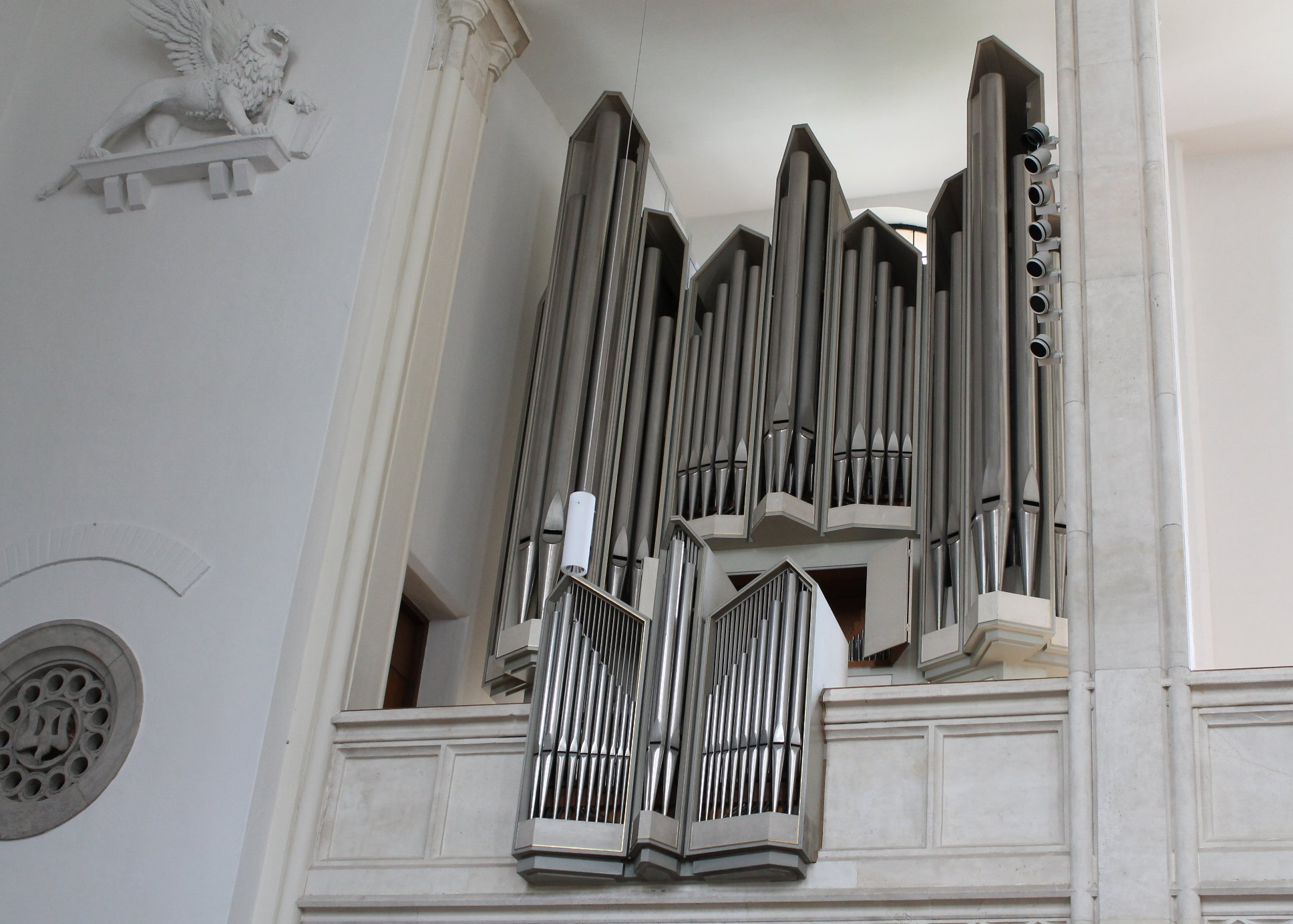
Ott-Orgel

Auf der Ost-Empore wurde 1967 auf Initiative von Karl Richter von dem Orgelbauer Paul Ott eine Orgel mit 30 Registern auf drei Manualen und Pedal gebaut. Das barock disponierte Instrument ist besonders für die Aufführung barocker Orgelmusik geeignet.
| I Rückpositiv C–g3 |    |
| Gedackt            | 8′ |
| Prinzipal          | 4′ |
| Quintade           | 4′ |
| Blockflöte         | 2′ |
| Sesquialter II     |    |
| Scharf III-IV      |    |
| Cromorne           | 8′ |
| Tremulant          |    |

| II Hauptwerk C–g3 |       |
| Quintadena        | 16′   |
| Prinzipal         | 8′    |
| Rohrflöte         | 8′    |
| Oktave            | 4′    |
| Gedacktflöte      | 4′    |
| Quinte            | 2 ⁄3′ |
| Oktave            | 2′    |
| Mixtur IV-V       |       |
| Trompete          | 8′    |

| III Brustwerk C–g3 |       |
| Holzgedackt        | 8′    |
| Spitzgedackt       | 4′    |
| Prinzipal          | 2′    |
| Nasat              | 1 ⁄3′ |
| Sifflöte           | 1′    |
| Zimbel II          |       |
| Musette            | 8′    |
| Tremulant          |       |

| Pedalwerk C–f1 |     |
| Offenbass      | 16′ |
| Oktave         | 8′  |
| Gedacktpommer  | 8′  |
| Oktave         | 4′  |
| Nachthorn      | 2′  |
| Mixtur V       |     |
| Posaune        | 16′ |

- Koppeln: III/II, I/II, I/P, II/P
- Schweller für Brustwerk